# Mark Wells
Mark Ronald Wells (St. Clair Shores (Michigan), 18 september 1957 – Escanaba (Michigan), 14 mei 2024) was een Amerikaans ijshockeyer. 
Tijdens de Olympische Winterspelen 1980 in eigen land won Wells met het Amerikaanse team de gouden medaille. 
Wells speelde nooit in de NHL.
Wells overleed op 14 mei 2024 op 66-jarige leeftijd.